# Suzana Gartner
Pour les articles homonymes, voir Gartner.
 (mars 2025).
La mise en forme du texte ne suit pas les recommandations de Wikipédia : il faut le « wikifier ».
Les points d'amélioration suivants sont les cas les plus fréquents. Le détail des points à revoir est peut-être précisé sur la page de discussion.
- Les titres sont pré-formatés par le logiciel. Ils ne sont ni en capitales, ni en gras.
- Le texte ne doit pas être écrit en capitales (les noms de famille non plus), ni en gras, ni en italique, ni en « petit »…
- Le gras n'est utilisé que pour surligner le titre de l'article dans l'introduction, une seule fois.
- L'italique est rarement utilisé : mots en langue étrangère, titres d'œuvres, noms de bateaux, etc.
- Les citations ne sont pas en italique mais en corps de texte normal. Elles sont entourées par des guillemets français : « et ».
- Les listes à puces sont à éviter, des paragraphes rédigés étant largement préférés. Les tableaux sont à réserver à la présentation de données structurées (résultats, etc.).
- Les appels de note de bas de page (petits chiffres en exposant, introduits par l'outil «  Source ») sont à placer entre la fin de phrase et le point final[comme ça].
- Les liens internes (vers d'autres articles de Wikipédia) sont à choisir avec parcimonie. Créez des liens vers des articles approfondissant le sujet. Les termes génériques sans rapport avec le sujet sont à éviter, ainsi que les répétitions de liens vers un même terme.
- Les liens externes sont à placer uniquement dans une section « Liens externes », à la fin de l'article. Ces liens sont à choisir avec parcimonie suivant les règles définies. Si un lien sert de source à l'article, son insertion dans le texte est à faire par les notes de bas de page.
- La présentation des références doit suivre les conventions bibliographiques. Il est recommandé d'utiliser les modèles {{Ouvrage}}, {{Chapitre}}, {{Article}}, {{Lien web}} et/ou {{Bibliographie}}. Le mode d'édition visuel peut mettre en forme automatiquement les références.
- Insérer une infobox (cadre d'informations à droite) n'est pas obligatoire pour parachever la mise en page.

Pour une aide détaillée, merci de consulter Aide:Wikification.
Si vous pensez que ces points ont été résolus, vous pouvez retirer ce bandeau et améliorer la mise en forme d'un autre article.
 (mars 2025).
Suzana Gartner est auteure, ancienne avocate, médiatrice et défenseure des droits des animaux. Elle est la fondatrice du cabinet de droit Gartner & Associates Animal Law, le premier cabinet d'avocats canadien dédié exclusivement au droit animalier et à la médiation des litiges en la matière. Après avoir pris sa retraite de la pratique juridique, elle a continué à défendre les droits des animaux par le biais d'écrits, de discours publics et d'apparitions dans divers médias. Son livre, A Voice for Animals: The Movement that Provides Dignity and Compassion for Animals, traite du lien émotionnel entre les animaux et les êtres humains.
Gartner est membre du Barreau du Haut-Canada.

## Début de la vie
Gartner a fait du bénévolat dans des refuges pour animaux lorsqu'elle était enfant. Elle a persuadé sa mère d’adopter un chien qui avait été abandonné dans un centre municipal. Cette expérience l’a incitée à plaider pour la fin de l’euthanasie des animaux de compagnie adoptables et fut le début de son chemin d'activiste animalière.

## Carrière
Gartner a travaillé comme stagiaire médiatrice au ministère du Travail de l’Ontario, au sein de la Direction des services sur le règlement des conflits , de 2009 à 2010.
Gartner a obtenu une maîtrise en droit en Alternative Dispute Resolution de l'école de droit d'Osgoode Hall en 2013. Ses recherches ont combiné les méthodes ADR avec le droit animal, ce qui a amené a l'invention du terme ACAP (Acceptable Companion Animal Philosophy). Ce cadre préconise la reconnaissance de la valeur inhérente et de la conscience des animaux de compagnie tout en promouvant la recherche d’un consensus comme stratégie pour modifier la législation concernant les animaux ainsi que mettre fin à la souffrance des animaux sans abri.
Gartner a lancé le cabinet de droit Gartner & Associates Animal Law en 2014, un cabinet d'avocats qui représentait des clients dans des litiges liés aux animaux, axé sur la protection et la défenses des intérêts des animaux ainsi que l'avancement du domaine concernant le droit animal.
Gartner a été la directrice exécutif des programmes et des opérations à l'Etobicoke Humane Society, un refuge d'animaux se situant dans le quartier d'Etobicoke, de 2022 à 2024,. Elle a géré les opérations du refuge, a dirigé les équipes des chiens et des chats, a fait des présentations lors des réunions du conseil d'administration, a introduit de nouveaux programmes de réhabilitation pour les chiens de refuge et a travaillé avec d'autres organisations de protection des animaux par le biais de nombreuses collaborations.
Gartner a publié son premier livre intitulé, A Voice for Animals: The Social Movement That Provides Dignity and Compassion for Animals, via la publication Archway Publishing, une imprimante de Simon & Schuster en 2023 .
Gartner a été la présidente du comité exécutif sur le droit animalier de l’ Association du Barreau de l’Ontario. De plus, elle a été membre du comité exécutif sur le règlement extrajudiciaire des conflits(REC) de l'Association du Barreau de l'Ontario et du groupe de travail du Jackman Humanities Institute (JHI) de l'Université de Toronto. Elle a également siégé au conseil consultatif d' Animal Justice Canada.

## Publications et présentations
- « The Importance of Building Enduring Human-Animal Bonds»  dans Psychology Today[7]
- « The "Why" Behind "Adopt Don’t Shop"" in Female First » dans Female First[8]
- « Animal law: Reducing Euthanasia in City Shelters »[9] à l'Association du Barreau canadien[10].
- « Improving Canadian Federal Anti-Cruelty Legislation»[11] lors de la séance de l'Institut de l'Association du Barreau de l'Ontario intitulée « Tendances actuelles et développements importants en droit animalier »[12],[13].
- « Pet Custody Disputes: Companion Animals as Sentient Beings », dans le bulletin de la section Droit animalier de l'Association du Barreau de l'Ontario (novembre 2015)[14].